# Els fixies: Amics secrets
Els fixies: Amics secrets (originalment en rus, Фи́ксики: Большо́й секре́т; transcrit com a Fíksiki: Bolxoi sekret) és una pel·lícula d'animació russa de 2017 de l'estudi Aeroplan, basada en la sèrie d'animació Els fixies. El 2019 es va estrenar la versió doblada al català.
L'estrena a Rússia va tenir lloc el 27 d'octubre de 2017 a Moscou en el marc de la inauguració del Gran Festival d'Animació.

## Sinopsi
El Tom Thomas, la Katya i el professor Eugeni hauran de treballar de valent per evitar que en Foc destrueixi la ciutat i reveli al món l'existència secreta dels fixies!